# Austell
La ville américaine d’Austell est située dans le comté de Cobb, dans l’État de Géorgie. Lors du recensement de 2010, sa population s’élevait à 6 581 habitants.

## Démographie
| 1890 | 1900 | 1910 | 1920 | 1930 | 1940  |
| ---- | ---- | ---- | ---- | ---- | ----- |
| 582  | 648  | 755  | 758  | 963  | 1 229 |

| 1950  | 1960  | 1970  | 1980  | 1990  | 2000  |
| ----- | ----- | ----- | ----- | ----- | ----- |
| 1 413 | 1 867 | 2 632 | 3 939 | 4 173 | 5 359 |

| 2010  | - | - | - | - | - |
| ----- | - | - | - | - | - |
| 6 581 | - | - | - | - | - |

## Source
- (en) Cet article est partiellement ou en totalité issu de l’article de Wikipédia en anglais intitulé « Austell, Georgia » (voir la liste des auteurs).